# Francesco Maria Grimaldi
Francesco Maria Grimaldi (Bologna, 1618. április 2. – Bologna, 1663. december 28.) itáliai jezsuita matematikus, fizikus, csillagász.

## Életpálya
1632. március 18-án lépett be a Jézus Társasága rendbe. 
Tudós társával Giovanni Battista Ricciolival és Galileo Galileivel egy időben tanulmányozta a szabadesést. 
20 évvel Isaac Newton előtt írta le, hogy a napsugarak egy prizmán történő áthaladás után színekre bomlanak.
Először figyelte meg a diffrakció jelenségét fényhullámok esetében. Diffrakció, azaz a hullámok elhajlása egy résen való áthaladást követően, vagy egy akadály élei körül fordul elő, ha az akadály mérete összemérhető a hullámhosszal. A hullámhossztól függően eltérült és újra találkozó hullámok interferálnak egymással, egyes tartományokban erősítik, máshol gyengítik egymást.  
Fő műve a Ricciolival együtt szerkesztett Almagestum Novum, ami a Hold térképe. A holdbeli hegyek és tengerek nagy része ma is a Riccioli és Grimaldi által javasolt elnevezést viseli.

## Írásai
Kutatásainak összegzése halála után jelent meg Physicomathesis de Lumine, coloribus et Iride, aliisque annexis címen (Bologna, 1665). 